# 新潟信用金庫
新潟信用金庫（にいがたしんようきんこ　英語：Niigata Shinkin Bank）は、新潟県新潟市中央区に本店を置く信用金庫である。新潟市内各所に支店を展開している。
店舗数は多くはなく、ATMも少ないがしんきんゼロネットサービスを使うことができるので市内にある他の信用金庫でも入出金と通帳記入は可能だが繰越は不可。

## 沿革
- 1928年 3月 - 有限責任新潟市信用組合として設立する。
- 1943年 4月 - 新潟市信用組合に改組する。
- 1950年 4月 - 新潟信用組合に改組する。
- 1951年10月 - 信用金庫法により新潟信用金庫に改組する。
- 2019年 - 新電力のミツウロコグリーンエネルギー（東京）を取引先に紹介する業務提携[2]。
- 2024年1月9日 - この日から磁気の影響を受けにくい新しい通帳（Hi-Co通帳）を取扱開始した(Hi-Co通帳に対応していない信用金庫ATMではHi-Co通帳は使えない。)[3]。